# 再睡5分鐘
再睡5分鐘（英語：Nap Tea）是臺灣手搖飲連鎖店，由滴妹、其兄阿滴、鮮奶品牌鮮乳坊人資長林政漢、網紅商品新場景公司共同合夥成立的「躺著喝股份有限公司」所推出。
首間創始店於2020年5月設於台北，是位於台北車站附近的南陽店，全台其他分店有台北寧夏店、台北大安店、台北錦州店、台北吳興店、台北江南店、南港興華店、新北民權店、新北樂華店、新北幸福店、板橋陽明店、三重重新店、三峽和平店、桃園統領店（百貨店）、新竹光復店、竹北博愛店、新竹巨城店、台中一中店、台中誠品480店（百貨店）、台南南紡店（百貨店）、台南崇學店、台南中正店、高雄義享店（百貨店）、跟楠梓藍田店 。而海外第一間分店香港旺角店已於2025年2月15日開幕，若加上香港灣仔店、香港葵芳店和即將開幕的香港觀塘店，現在總共有28間門市在營業中。。
其品牌主打米其林認證的鮮乳飲品，招牌有厚達3公分的綿密厚奶蓋「棉被午茉綠」、「棉被日安紅」、「日安紅厚奶珍珠歐蕾」、「熟八蕎麥系列」、「黑糖珍珠好濃鮮奶」、「香芋啵啵」等。

## 評價及爭議
用字爭議
2023年5月27日，再睡5分鐘於上午發布公告，因南部水質異常，高雄唯一的門市將暫時停賣部分產品，這一消息引起了網友的廣泛關注，許多人質疑為何其他飲料店並未出現類似問題。有網友指出，若水質存在問題，為何仍有其他茶品可供販售。
隨後，再睡5分鐘官方刪除了原公告並發布了道歉聲明。該品牌表示，之前的貼文用詞不當，造成了誤解，並對此深表歉意。再睡5分鐘指出，門市每日對茶飲進行風味評估，近期發現某些產品的煮製風味未達品牌標準，因此決定暫停販售部分品項。品牌也強調，未來將在發文方面更加謹慎，並持續嚴格把關所有飲品的風味。

## 外部連結
- 再睡5分鐘的Facebook專頁
- 再睡5分鐘的Instagram帳戶
- 再睡5分鐘的官方網站